# Lyttolydulus mozabita
Lyttolydulus mozabita is een keversoort uit de familie van oliekevers (Meloidae). De wetenschappelijke naam van de soort is voor het eerst geldig gepubliceerd in 1897 door Chobaut.